# Lussan, Gard
Lussan je naselje in občina v južnem francoskem departmaju Gard regije Languedoc-Roussillon. Naselje je leta 2008 imelo 465 prebivalcev.

## Geografija
Kraj leži v pokrajini Languedoc ob reki Aiguillon, 43 km severno od Nîmesa.

## Uprava
Lussan je sedež istoimenskega kantona, v katerega so poleg njegove vključene še občine La Bastide-d'Engras, Belvézet, La Bruguière, Fons-sur-Lussan, Fontarèches, Pougnadoresse, Saint-André-d'Olérargues, Saint-Laurent-la-Vernède, Saint-Marcel-de-Careiret, Vallérargues in Verfeuil s 3.736 prebivalci.
Kanton Lussan je sestavni del okrožja Nîmes.

## Zanimivosti
- grad Château de Lussan iz 15. stoletja;